# Hemidactylus garnotii
Hemidactylus garnotii is een hagedis die behoort tot de gekko's en de familie Gekkonidae.

## Naam en indeling
De wetenschappelijke naam van de soort werd voor het eerst voorgesteld door André Marie Constant Duméril en Gabriel Bibron in 1836. Oorspronkelijk werd de naam Hemidactylus Garnotii gebruikt. Later werd de hagedis ingedeeld bij verschillende geslachten, zoals Hoplopodion, Doryura, Nycteridium, en Lepidodactylus.
De soortaanduiding garnotii is een eerbetoon aan de Franse natuuronderzoeker Prosper Garnot (1794 - 1838).

## Uiterlijke kenmerken
De gekko bereikt een kopromplengte tot 6,5 centimeter, de staart is ongeveer even lang. De soort heeft een lange staart, een dun lichaam en een spitse kop. De relatief grote ogen hebben een oranje rand. De staart heeft aan weerszijden kleine, kartelige bobbeltjes. De kleur is bruin met op de rug vaak kleine, lichtere of juist donkere vlekjes, de buik is wit tot grijs. De buik is geel, en de soort is te herkennen aan de oranje onderzijde van de staart, die veel gelijkende soorten niet hebben. De hechtskussentjes of lamellae zijn groot en de staartbasis heeft lichtere vlekjes die op ongeveer de helft van de staart overgaan in een bandering, maar veel exemplaren in het veld hebben de staartpunt verloren. Net als alle huisgekko's is de staart fragiel en laat makkelijk los (autotomie).

## Voortplanting
De gekko plant zich maagdelijk voort; er zijn namelijk geen mannetjes bekend. Er zijn in het verleden weleens mannetjes beschreven, maar deze bleken toch vrouwtjes te zijn of waren mannetjes van een andere soort. De vrouwtjes zetten eieren af, dit zijn er altijd twee per keer. De eieren zijn bijna rond en zijn 10 millimeter lang en 9 mm breed. De juvenielen hebben een lichaamslengte van ongeveer 2,8 centimeter als ze uit het ei kruipen.

## Verspreiding en habitat
Hemidactylus garnotii komt voor in zuidoostelijk Azië en leeft in de landen en deelgebieden India, Bangladesh, Nepal, Bhutan, Thailand, Myanmar, Vietnam, Maleisië, China, Hongkong, Taiwan, Filipijnen, Indonesië, Maleisië, Nieuw-Guinea, Nieuw-Caledonië, Loyaliteitseilanden, Polynesië, Fiji, Samoa, Vanuatu, Cookeilanden en Tonga. In het zuidoostelijke deel van de Verenigde Staten is de soort uitgezet.
 Ook in de landen Bahama's, Costa Rica, Guatemala, Colombia en Nieuw-Zeeland is de hagedis geïntroduceerd.
De gekko leeft bij voorkeur op muren, in bomen en op andere plekken met veel schuilplaatsen. Het is een nachtactieve soort die zich overdag verstopt om tijdens de schemering actief te worden. Op het menu staan kleinere insecten zoals kevers en krekels. De gekko schuwt de mens niet en wordt onder andere aangetroffen in telefoonpalen, hekken, elektrohuisjes en andere objecten waar hij zich in kan verschuilen. Het type landschap maakt deze soort niet veel uit; de gekko gedijt overal en in de Verenigde Staten is deze soort een exoot die een andere exoot en verwante Hemidactylus- soort verdrijft; de tjitjak (Hemidactylus frenatus).